# Reinhold Johan Jägerhorn
Reinhold Johan Jägerhorn af Spurila, född 17 maj 1716. Son till Johan Anders Jägerhorn den äldre och friherrinnan Barbro Juliana von der Pahlen.
Volontär vid livgardet 1731. Kornett vid konung Stanislaus av Polen livdragonregemente 1733, löjtnant 1734. Fänrik vid Åbo läns infanteriregemente 1740, sekundlöjtnant 1742, premiärlöjtnant 1746, kapten 1749, Riddare av Svärdsorden 1761. Major 1772, överstelöjtnants avsked 1784. 
Var med i hattarnas krig 1741–1743. Deltog i riksd. 1746–1778; underskrev 23 augusti 1760 ett betänkande om Finlands upphjälpande. Ledamot av ekonomisk deputation för utredning av storskiftets genomförande i Nylands och Tavastehus län 1765. Är känd för sina uttalanden vid riksdagen 1765–1766 om Finlands styvmoderliga behandling.  Deltog i grundandet av den finska S:t Johannes Logen S:t Augustin 1762, även kallad ”Finlands glädje”. 
Ärvde Kopila i Sommarnäs och ägde Jockis i Jockis 1752–1773 ; samt Odensaari i Masku 1754–1756; ävensom Storby 1765–1769 och Viksberg 1764–1773  i Strömfors i Finland. Död på Voltis i Alastaro 19 november 1790, begraven i Loimijok. 
Gift i Åbo 4 januari 1750 med sin systers svägerska Hedvig Eleonora von Willebrand, adl. ätten n. 119, född 4 januari 1725, död på Lehtis i Mietois 20 augusti 1795, begr. 24 september 1795 i friherrliga ätten Flemings familjegrav i Villnäs kyrka, dotter till överste Ernst Gustaf von Willebrand och friherrinnan Eleonora Maria Creutz.
Reinhold Johan Jägerhorns son Gustaf Johan Jägerhorn immatrikulerade ätten på Finlands Riddarhus 1820 med nummer 5 i egenskap av huvudman för ätten Jägerhorn af Spurila.